# 耶夫尔
耶夫尔（法語：Yèvres，法語發音：[jɛvʁ]）是法国厄尔-卢瓦省的一个市镇，位于该省西南部，属于沙托丹区。

## 地理
耶夫尔（48°12'37"N, 1°11'25"E）面积41.75 平方千米，位于法国中央-卢瓦尔河谷大区厄尔-卢瓦省，该省份为法国北部内陆省份，北起顺时针与厄尔省、伊夫林省、埃松省、卢瓦雷省、卢瓦-谢尔省、萨尔特省和奧恩省接壤。
与耶夫尔接壤的市镇（或旧市镇、城区）包括：莫特罗、布鲁、戈奥里、安韦尔、维约维克、瓦尔迪耶尔、当若。
耶夫尔的时区为UTC+01:00、UTC+02:00（夏令时）。

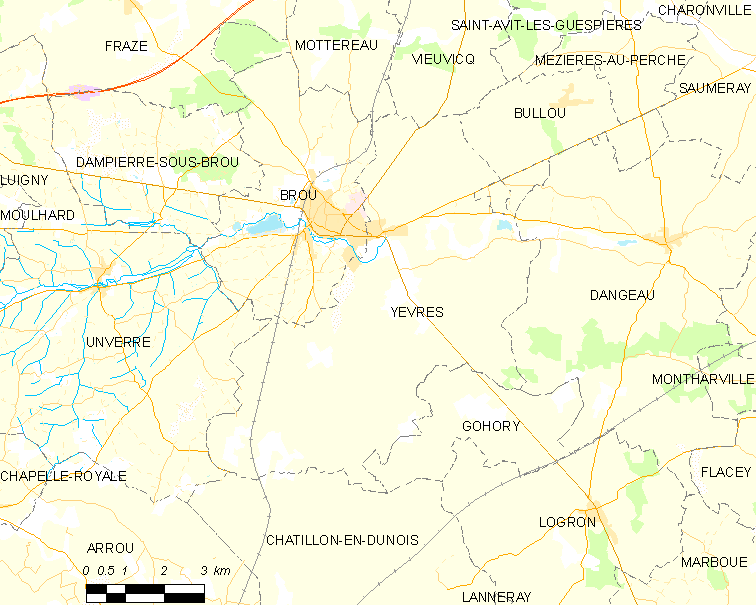
耶夫尔的OSM定位图

## 行政
耶夫尔的邮政编码为28160，INSEE市镇编码为28424。

## 政治
耶夫尔所属的省级选区为布鲁县。

## 人口

1962-2008年间耶夫尔人口变化图示

耶夫尔于2022年1月1日时的人口数量为1673人。